# Saint-Franchy
Saint-Franchy é uma comuna francesa na região administrativa de Borgonha-Franco-Condado, no departamento Nièvre. Estende-se por uma área de 17,25 km². Em 2010 a comuna tinha 77 habitantes (densidade: 4,5 hab./km²).